# Brehme
Brehme är en kommun och ort i Landkreis Eichsfeld i förbundslandet Thüringen i Tyskland.
Kommunen ingår i förvaltningsområdet Lindenberg/Eichsfeld tillsammans med kommunerna Berlingerode, Ecklingerode, Ferna, Tastungen, Wehnde och Teistungen.